# Игор Дамњановић
Игор Дамњановић (Приштина, 1973) српски је гласовни глумац, сценариста и редитељ. Познат је по улогама Црна Зора, Монтевидео, Бог те видео! и Врати се Зоне.
Године 1997, 1998 и 2003. добитник је награде Јоаким Вујић, на сусретима професионалних позоришта Србије. Изабран је за глумца сезоне 2003—04, у Лесковцу. Добитник је награде за младог глумца у Јагодини, на Данима комедије, 2008. Награду за најбољег глумца у споредној улози добио је на Филмским сусретима у Нишу, за улогу Фадиље у филму Игра у тами, 2016. године.

## Лични живот
Рођен је 1973. године у Приштини. Одрастао је без оца, са мајком глумицом, Анкицом Миленковић, која је данас у пензији. Угледао се на њу и завршио Факултет уметности, у класи Светозара Рапајића. Током студија почео је да ради у позоришту, а потом и да предаје.
Након дипломирања, радио је у позоришту у Приштини, до 1999. године. Након доласка КФОР-а одлази на море, где неко време ради као конобар, а потом се настањује у Београду, јер је једино тамо могао да се бави глумом. Са њим се доселила његова тадашња девојка, сада супруга, са којом има два сина, Матеју и Уроша.
Редитељ је представа Хотлине и Пази с киме спаваш, у којима и глуми.
Редовно наступа на Косову и Метохији. И даље је један од запослених у позоришту у Приштини, али, како и сам каже, понекад нема где да наступа са колегама па представе играју у двориштима, портама манастира, ливадама и слично.

## Филмографија
| Год.       | Назив                     | Улога                      |
| ---------- | ------------------------- | -------------------------- |
| 1990-те    |                           |                            |
| 1998—2002. | Породично благо           | Отправник аутобуса         |
| 2000-те    |                           |                            |
| 2002.      | Презимити у Рију          | Крадљивац                  |
| 2004.      | Смешне и друге приче      |                            |
| 2005.      | Пушћа Бистра              | Мушкарац                   |
| 2007.      | Црна Зора                 | Милош Обреновић            |
| 2007—08.   | Љубав и мржња             |                            |
| 2008.      | Рецепт на игру            | Поштар                     |
| 2009—10.   | Јесен стиже, Дуњо моја    | Фридрих Велики             |
| 2010-те    |                           |                            |
| 2010.      | Пут 29                    | Полицајац                  |
| 2010—11.   | Мирис кише на Балкану     | Милош Ранковић             |
| 2011—12.   | Певај, брате!             | Мане Паликућа              |
| 2012.      | Зверињак                  | Милисав Лукић              |
| 2012.      | Монтевидео, Бог те видео! | Баруничин слуга            |
| 2013.      |                           |                            |
| 2013.      | Кругови                   |                            |
| 2015.      | Звездара                  |                            |
| 2015.      | Игра у тами               | Фадиљ                      |
| 2015.      | Енклава                   | Векимов брат 1             |
| 2015—16.   | Андрија и Анђелка         | Феђа                       |
| 2016.      | Сумњива лица              | Муња                       |
| 2017.      | Врати се Зоне             | Враноје                    |
| 2020-те    |                           |                            |
| 2020.      | Државни службеник         | Бечирић                    |
| 2021.      | Клан                      | Крајисник                  |
| 2021.      | Камионџије д.о.о.         | Други здерасти Цигутановић |
| 2021.      | Тајне винове лозе         | Тамаш                      |
| 2022.      | Досије Косово             |                            |
| 2022.      | Ванземунац                | Бели                       |
| 2024.      | Руски конзул              |                            |

## Представе
| Представа                  | Улога           |
| -------------------------- | --------------- |
| Ријалити обрачун           |                 |
| Уједињење или смрт 1918.   |                 |
| Пази с киме спаваш         |                 |
| Пази с киме спаваш 2       |                 |
| Хотлине                    |                 |
| Грађанин племић            | Господин Журден |
| Константин: Знамење анђела |                 |
| Первезије у Чикагу         |                 |
| Родео                      |                 |
| Утопљена душа              |                 |
| Љубавне играрије           |                 |

## Улоге у синхронизацијама
| Година     | Цртани филм                             | Улога                                        |
| ---------- | --------------------------------------- | -------------------------------------------- |
| 2007.      | Дон Кихот: Магарећа посла               | Џејмс, снажан коњ, телохранитељ #2           |
| 2007.      | Пом Поко                                | Сезамон, Хаге, репортер                      |
| 2008.      | Легенда о Атлантиди                     | Белијал                                      |
| 2008.      | Спајдер рајдери (Хепи)                  | Хантер Стил                                  |
| 2009.      | Артур и Малтазарова освета              | Артуров тата                                 |
| 2010.      | Артур 3: Рат два света                  | додатни гласови                              |
| 2010.      | Мачка у Паризу                          | Виктор                                       |
| 2010.      | Семијеве авантуре на путу око светa     | Октавио итд.                                 |
| 2010.      | Сендмен и изгубљени песак снова         | Непомук итд.                                 |
| 2010.      | Елеонорина тајна                        | Тата, Мачак у чизмама, зека, професор Кермад |
| 2011.      | Брендан и књига тајни                   | ујак Абот, брат Танг                         |
| 2011.      | Животињско царство ()                   | Били, шеф кухиње итд.                        |
| 2012.      | Играчке са тавана                       | Шуберт, Невенкин дека                        |
| 2012.      | Гумени Тарзан                           | Иванов тата                                  |
| 2012.      | Пупијева потрага                        | Окто итд.                                    |
| 2012.      | Ронал варварин                          | Алиберт итд.                                 |
| 2012.      | Семијева велика авантура 2              | Лулу, додатни гласови                        |
| 2013.      | Бекство са планете Земље                | Гери Супернова                               |
| 2013.      | Гномео и Јулија                         | Бени, Париз                                  |
| 2013.      | Господин Месец                          | Гдин. Месец, саветник                        |
| 2013.      | Дан врана                               | Доктор, отац, пуковник                       |
| 2013.      | Замбезија                               | Сесил                                        |
| 2013.      | Кумба                                   | Секо, дивљи пас #1, Фрики, Кос               |
| 2013.      | Кућа великог мађионичара                | додатни гласови                              |
| 2013.      | Ото је носорог                          | Виго, Алберт, начелник полиције              |
| 2013.      | Тед - изгубљени пустолов                | Фреди, додатни гласови                       |
| 2014.      | Меда Педингтон                          | додатни гласови                              |
| 2014.      | Легенда о Сарили                        | Арлок                                        |
| 2014.      | Повратак у Оз                           | Страшило                                     |
| 2014.      | Спасавање Деда Мраза                    | Бернард                                      |
| 2014.      | Тврд орах                               | Лаки                                         |
| 2014.      | Џастин и храбри витезови                | Реџиналд, Копас                              |
| 2015.      | Зашто (ни)сам појео свог тату           |                                              |
| 2015.      | Зозонци (С5)                            | Кнелс итд.                                   |
| 2015.      | Зозонци у земљи ветра                   | Кнелс, додатни гласови                       |
| 2015.      | Кокосаурус мали диносаурус              | Оскар, Оскаров тата                          |
| 2015.      | Смотанко и Трапавко: Невероватна мисија | Смотанко                                     |
| 2015.      | Снежна краљица                          |                                              |
| 2015.      | Снежна краљица 2: Снежни краљ           |                                              |
| 2016.      | Бамзи и град лопова                     | Приповедач                                   |
| 2016.      | Храбри петао                            | Вили, патак Кул Џеј                          |
| 2018.      | Невероватна прича о џиновској крушки    | Твик                                         |
| 2019-2020. | Гавејн                                  | Рекс итд.                                    |
| 2019.      | Зак и Квак (Призор)                     | Трбушко итд.                                 |
| 2020-2021. | Бела и Себастијан                       | додатни гласови                              |
| 2020.      | Едисонова тајна лабораторија            | Томас Едисон итд.                            |
| 2020.      | Пекмен и авантуре са духовима           | Сер Камференц итд.                           |
| 2020.      | Хероји града                            | Уводна шпица итд.                            |
| 2021.      | Вик Викинг                              | Уводна шпица                                 |
| 2022.      | Петрушкине авантуре                     | Приповедач итд.                              |
| 2022.      | Пустоловине барона Минхаузена           | Приповедач                                   |
| 2022.      | Истините приче о барону Минхаузену      | Приповедач итд.                              |